# Kolotoč
Kolotoč (telekija, lat. Telekia), monotipični rod glavočika s vrstom T. speciosa, trajnicom poznatoj kao naočiti kolotoč, veliki kolotoč, veliki volujak ili jednostavno kao kolotoč (T. speciosa). Ova vrsta rasprostrsanjena je po središnjoj, istočnoj i jugoistiočnoj Europi, Kavkazu i zapadnoj Aziji. Raste i u Hrvatskoj.
Latinsko ime roda dao je njemački botaničar Johann Christian Gottlob Baumgarten u čast svog mecene mađarskog grofa Samuiela Teleki de Széka.
U ovaj rod nekada su klasificiran i talijanski endem Buphthalmum speciosissimum L. (sin. Telekia speciosissima) i Anisopappus chinensis subsp. africanus (Hook. fil.) S. Ortiz & J.A.R. Paiva (sin. Telekia africana).